# センスメイキング
センスメイキング（英: Sensemaking）は、人間が経験から意味を与える過程のことである。「人々が行っていることを合理化するもっともらしいイメージを、振り返りながら継続的に発展させること」と定義されている。日本語では意味づけと言う訳語もある。
センスメイキングという概念は、1960年代後半に組織研究を行っていたカール・ワイクによって紹介され、組織における理論と実践の双方に影響を及ぼした。そして、組織研究の分野において、従来注目されてきた意思決定という概念から、行動がどのように意味づけされて決定されていくのか、実践される際の意味を構成するプロセスに焦点を移すことに貢献した。
想定、予測、期待していないこと(unexpected)を、感知(observation)した後、評定(orientation)し判断(decision)するプロセスであり、OODAループのODに該当すると言う考え方もある。

## 定義
センスメイキングには単一の定義は存在せず、曖昧で多義的、または混乱を招く問題や出来事を人々が理解できるようにするプロセスであるという点では、ある一定のコンセンサスがあるとされる(p266)。センスメイキングの意味をめぐる議論には、センスメイキングが個人の中で起こる精神的プロセスなのか、社会的プロセスなのか、あるいは議論の一環として生じるプロセスなのかという点や、それが日常的に継続して行われるプロセスなのか、稀な出来事に対してのみ生じるものなのか、さらには過去の出来事を説明するものなのか、未来を考慮するものなのかといった論点がある(p268)。さらに、センスメイキングは組織内で生じる精神的または社会的なプロセスを指すだけでなく、組織とは何か、人々が組織化されるとは何を意味するのかといった、より広い視点も含んでいる。全体として、センスメイキングには5つの異なる学派があるとされている。

## センスメイキングについてのワイクのアプローチ
ワイクは、センスメイキングには少なくとも7つの特性を含んでいると指摘している。
1. アイデンティティ構築に根づいたプロセス － アイデンティティは自己と状況との相互作用を通して構成されるものであり、アイデンティティによってセンスメイキングのプロセスが規定されることもあれば、センスメイキングのプロセスを通してアイデンティティが規定されることもある。
2. 回顧的プロセス － Pirsigが「知的に考察される対象は常に過去にある」[10]と述べているように、人は自分たちの行っていることを行った後でのみ知ることができる。したがって、経験から意味を創造するということは、過去に生じていたことに注意を向ける過程を指している。
3. 有意味な環境をイナクトするプロセス － センスメイキングという概念は認識のみならず行為を含んでおり[11]、行為を通して人々は自らの環境を創造するが、同時にその環境もまた人々を創造する相互規定的な関係にある。この関係は、法律を制定する(イナクト; 英: enact)ことで社会が規定されると同時に、法で規定された社会が人々の行動を規定するという関係と類似している。
4. 社会的プロセス ー 人の行動や内面で行っていることは他者に左右される。シンボリック相互作用論を引き合いに出して語られることもある[12]。
5. 進行中のプロセス － センスメイキングには始まりがなければ終わりもない。ディルタイやハイデッガーが述べているように、人は常に何が生じているか意味づけをしてそれを修正していく状況のただなかにある[13][14]。
6. 抽出された手掛かりが焦点となるプロセス － 特定の情報を手掛かりとして抽出し、よりどころとなる準拠点を確立することで、結論に至る行為が導き出される。言い換えると、手掛かりとなる事象への気づき(英: noticing)を起点として、その手掛かりが何を意味するか確定することで、とるべき行動が決定されていく。
7. 正確性よりももっともらしさ主導のプロセス － もっともらしい推論とは「直接可能な情報や少なくとも同意した情報がわずかにもかかわらず、確実性を十分具えたアイデアや理解を生み出す営みである」[15]。また、ある条件の下では不正確な認知が良い結果を生み出すこともありうると指摘があるように[16]、センスメイキングの分析において正確性は二次的な基準でしかない。